# Witmar
Witmar (även stavat Vitmar), som levde på 800-talet, var en munk i klostret Corvey i Westfalen. Han var Ansgars medhjälpare på det missionsuppdrag som Ansgar fått till Birka.